# Chelonus pachytellus
Chelonus pachytellus är en stekelart som beskrevs av Braet 2001. Chelonus pachytellus ingår i släktet Chelonus och familjen bracksteklar. Inga underarter finns listade i Catalogue of Life.